# Olimpiada Wiedzy Technicznej
Olimpiada Wiedzy Technicznej – olimpiada szkolna z zakresu techniki, skierowana do uczniów szkół średnich (ponadgimnazjalnych), która po raz pierwszy przeprowadzona została w roku szkolnym 1974/1975. Powstały w 1974 konkurs powołano na podstawie rozporządzenia Ministra Oświaty i Wychowania. Inicjatorami olimpiady był Związek Harcerstwa Polskiego i Naczelna Organizacja Techniczna. Tematy Olimpiady podzielono na trzy grupy: mechaniczno-budowlaną, elektryczno-elektroniczną i materiałowo-chemiczną.
Olimpiada jest finansowana przez Ministerstwo Edukacji Narodowej, na podstawie wyników otwartego konkursu ofert. 

## Historia
Rok przed powstaniem OWT (1973), przeprowadzone zostały zawody ze znajomości techniki dla uczniów szkół średnich województwa katowickiego. Z data 10 sierpnia 1974 ukazało się zarządzenie ministra Oświaty i Wychowania w sprawie organizowania dla młodzieży szkól średnich zawodów w zakresie techniki w którym zarządzono organizowanie corocznie zawodów pod nazwą Olimpiada Wiedzy Technicznej.  W 1974 roku zainicjowana została przez doktora nauk technicznych Zygmunta Kalisza Olimpiada Wiedzy Technicznej. Kalisz był wówczas instruktorem Katowickiej Chorągwi Związku Harcerstwa Polskiego i pracownikiem naukowym Wydziału Techniki Uniwersytetu Śląskiego. Dzięki jego inicjatywie organizatorem Olimpiady stał się Związek Harcerstwa Polskiego, który pozyskał do współpracy przy jej organizacji Naczelną Organizację Techniczną.
Organizatorem Olimpiady jest Federacja Stowarzyszeń Naukowo-Technicznych Naczelna Organizacja Techniczna (FSNT-NOT), która realizowała to zadanie do 2019 r. na podstawie umowy z Ministerstwem Edukacji Narodowej. XLVI edycja OWT (r. szk. 2019/2020) jest organizowana przez| FSNT-NOT ze środków własnych i wsparcia donatorów.
Do 2015 r. OWT było objęte patronatem ministra gospodarki. 
Pierwszym Przewodniczącym OWT był Honorowy Prezes NOT prof. inż. Janusz Tymowski. Po jego śmierci pracami Komitetu Głównego OWT kierował prof. dr hab. inż. Tadeusz Puff, później prof. dr hab. inż. Eugeniusz Górski i po nim prof. dr hab. inż. Wojciech Radomski. Obecnie Przewodniczącym OWT jest prof. dr hab. inż. Stanisław Wincenciak, prorektor Politechniki Warszawskiej. 
Honorowym Przewodniczącym OWT był prof. inż. Jan Oderfeld.
OWT jest rozgrywana na podstawie Rozporządzenia Ministra Edukacji i Sportu z 29 stycznia 2002 r. w sprawie organizacji oraz sposobu przeprowadzania konkursów, turniejów i olimpiad.

## Podział zawodów
Źródło

Zawody podzielono na 3 etapy:
- zawody I stopnia (eliminacje szkolne) – polegają na rozwiązaniu zadań testowych i kilku zadań tekstowych.
- zawody II stopnia (eliminacje okręgowe) – polegają na rozwiązaniu zadania z optymalizacji lub zadania informatycznego oraz dwóch z trzech zadań w danej grupie tematycznej.
- zawody III stopnia (eliminacje centralne) – polegają na rozwiązaniu dwóch z trzech zadań w danej grupie tematycznej oraz problemu technicznego. Odbywają się w wiosną w wybranym mieście Polski (w każdej edycji inny okręg krajowy).

## Edycje
Źródło
| Edycja  | Rok  | Miejsce finału          |
| ------- | ---- | ----------------------- |
| I       | 1975 | Warszawa                |
| II      | 1976 | Warszawa                |
| III     | 1977 | Warszawa                |
| IV      | 1978 | Warszawa                |
| V       | 1979 | Warszawa                |
| VI      | 1980 | Warszawa                |
| VII     | 1981 | Warszawa                |
| VIII    | 1982 | Warszawa                |
| IX      | 1983 | Warszawa                |
| X       | 1984 | Warszawa                |
| XI      | 1985 | Warszawa                |
| XII     | 1986 | Warszawa                |
| XIII    | 1987 | Warszawa                |
| XIV     | 1988 | Chorzów                 |
| XV      | 1989 | Warszawa                |
| XVI     | 1990 | Kraków                  |
| XVII    | 1991 | Gdańsk                  |
| XVIII   | 1992 | Poznań                  |
| XIX     | 1993 | Nowy Sącz               |
| XX      | 1994 | Kielce                  |
| XXI     | 1995 | Rzeszów                 |
| XXII    | 1996 | Kołobrzeg               |
| XXIII   | 1997 | Tarnów                  |
| XXIV    | 1998 | Częstochowa             |
| XXV     | 1999 | Kraków                  |
| XXVI    | 2000 | Łódź                    |
| XXVII   | 2001 | Chorzów                 |
| XXVIII  | 2002 | Szczecin                |
| XXIX    | 2003 | Chorzów                 |
| XXX     | 2004 | Sandomierz              |
| XXXI    | 2005 | Zielona Góra            |
| XXXII   | 2006 | Radom                   |
| XXXIII  | 2007 | Chorzów                 |
| XXXIV   | 2008 | Szczecin                |
| XXXV    | 2009 | Nowy Sącz               |
| XXXVI   | 2010 | Gorzów Wielkopolski     |
| XXXVII  | 2011 | Siedlce                 |
| XXXVIII | 2012 | Ostrowiec Świętokrzyski |
| XXXIX   | 2013 | Bydgoszcz               |
| XL      | 2014 | Kielce                  |
| XLI     | 2015 | Chełm                   |
| XLII    | 2016 | Łódź                    |
| XLIII   | 2017 | Wrocław                 |
| XLIV    | 2018 | Gdańsk                  |
| XLV     | 2019 | Kalisz                  |
| XLVI    | 2020 | Finał nie odbył się     |
| XLVII   | 2021 | Warszawa                |
| XLVIII  | 2022 | Warszawa                |
| XLIX    | 2023 | Warszawa                |
| L       | 2024 | Warszawa                |

## I edycja
Zawody szkolne w roku szkolnym 1974/1975 przeprowadzono w dwóch etapach. Pierwszy etap został zorganizowany 29 listopada 1974. Zadania zostały podane przez telewizję, a uczniowie rozwiązywali je w szkołach "przy telewizorach". Miał on charakter przygotowawczy. W tym etapie uczestniczyło 50 tysięcy uczniów.
Druga część etapu szkolnego z udziałem 20 tysięcy uczniów odbyła się 18 grudnia 1974 roku.  Uczniowie rozwiązywali przez 2 godziny 16 testów i zadań. Przygotowali je pracownicy naukowi Wydziału Techniki Uniwersytetu Śląskiego oraz wybrani nauczyciele warszawskich szkół. W zawodach wojewódzkich uczestniczyło 1616 uczniów, a odbyły się one 27 lutego 1975 roku. Uczestnicy mieli za zadanie w czasie 3 godzin rozwiązanie 3 zadań problemowych. W zawodach centralnych zorganizowanych w dniach 25–27 kwietnia 1975 uczestniczyło 138 uczniów. Uczestnicy rozwiązywali po 2 zadania w czasie 3 godzin. Po zapoznaniu się z treścią zadań mieli oni prawo zadawania autorom  pytań związanych ze zrozumieniem tekstu. Czas zadawania pytań nie był wliczany do czasu rozwiązywania zadań. Laureatami zostało 22 uczniów. 